# Amata rantaisana
Amata rantaisana là một loài bướm đêm thuộc phân họ Arctiinae, họ Erebidae.